# Lundbräkensläktet
Lundbräkensläktet (Dryopteris) är ett släkte som ingår i familjen träjonväxter (Dryopteridaceae). De är kraftiga ormbunkar med flera gånger pardelade blad i en tät rosett (bunke). Rosetten sitter i änden av en kort, tjock, krypande jordstam. Sporgömmesamlingarna (sori) på undersidan av bladen är oftast runda och har täckfjäll (indusium). Bladskaften har rikligt med ljusbruna fjäll mot basen. Lundbräknar finns mest på norra halvklotet, i tempererade miljöer, och det finns 250 arter i hela världen, varav de flesta i norra Asien. I Sverige växer fem arter, alla i fuktiga miljöer.

## Dottertaxa tillDryopteris, i alfabetisk ordning[2]
- Dryopteris acrophorus
- Dryopteris acutodentata
- Dryopteris adnata
- Dryopteris adscendens
- Dryopteris aemula
- Dryopteris affinis
- Dryopteris aitoniana
- Dryopteris alejandrei
- Dryopteris algonquinensis
- Dryopteris alpestris
- Dryopteris alpicola
- Dryopteris ambigens
- Dryopteris amblyodonta
- Dryopteris ambroseae
- Dryopteris amurensis
- Dryopteris anadroma
- Dryopteris aneitensis
- Dryopteris angustifrons
- Dryopteris angustipalea
- Dryopteris annamensis
- Dryopteris antarctica
- Dryopteris anthracinisquama
- Dryopteris apiciflora
- Dryopteris approximata
- Dryopteris aquilinoides
- Dryopteris ardechensis
- Dryopteris arecesiae
- Dryopteris arguta
- Dryopteris ascensionis
- Dryopteris assamensis
- Dryopteris asturiensis
- Dryopteris athamantica
- Dryopteris atrata
- Dryopteris aurantiaca
- Dryopteris australis
- Dryopteris austroindica
- Dryopteris bamleriana
- Dryopteris barbigera
- Dryopteris benedictii
- Dryopteris bernieri
- Dryopteris blanfordii
- Dryopteris bodinieri
- Dryopteris bojeri
- Dryopteris bootii
- Dryopteris borbasii
- Dryopteris brathaica
- Dryopteris burgessii
- Dryopteris burnatii
- Dryopteris cacaina
- Dryopteris callipteris
- Dryopteris cambrensis
- Dryopteris campyloptera
- Dryopteris camusiae
- Dryopteris caperata
- Dryopteris caroli-hopei
- Dryopteris carthusiana
- Dryopteris caucasica
- Dryopteris caudipinna
- Dryopteris cebennae
- Dryopteris cedroensis
- Dryopteris celsa
- Dryopteris chaerophyllifolia
- Dryopteris championii
- Dryopteris chinensis
- Dryopteris christensenae
- Dryopteris chrysocoma
- Dryopteris cicatricata
- Dryopteris cinnamomea
- Dryopteris clarkei
- Dryopteris clintoniana
- Dryopteris cochleata
- Dryopteris cognata
- Dryopteris commixta
- Dryopteris comorensis
- Dryopteris complanata
- Dryopteris complexa
- Dryopteris conjugata
- Dryopteris conversa
- Dryopteris convoluta
- Dryopteris corleyi
- Dryopteris correllii
- Dryopteris costalisora
- Dryopteris crassirachis
- Dryopteris crassirhizoma
- Dryopteris crinalis
- Dryopteris crispifolia
- Dryopteris cristata
- Dryopteris critica
- Dryopteris cycadina
- Dryopteris cyclopeltidiformis
- Dryopteris cyclosorum
- Dryopteris decipiens
- Dryopteris dehuaensis
- Dryopteris dennstaedtioides
- Dryopteris deparioides
- Dryopteris deweveri
- Dryopteris devriesei
- Dryopteris diacalpe
- Dryopteris diacalpioides
- Dryopteris dickinsii
- Dryopteris diffracta
- Dryopteris dilatata
- Dryopteris discophora
- Dryopteris doeppii
- Dryopteris doluchanovii
- Dryopteris dowellii
- Dryopteris dracomontana
- Dryopteris drakei
- Dryopteris dulongensis
- Dryopteris edwardsii
- Dryopteris emeiensis
- Dryopteris enneaphylla
- Dryopteris erythrosora
- Dryopteris esterhuyseniae
- Dryopteris euxinensis
- Dryopteris expansa
- Dryopteris exstipellata
- Dryopteris fadenii
- Dryopteris fatuhivensis
- Dryopteris fauriei
- Dryopteris ferruginea
- Dryopteris fibrillosissima
- Dryopteris filipaleata
- Dryopteris filix-mas
- Dryopteris flaccisquama
- Dryopteris flemingii
- Dryopteris formosana
- Dryopteris fragrans
- Dryopteris fragrantiformis
- Dryopteris fraser-jenkinsii
- Dryopteris fructuosa
- Dryopteris fujipedis
- Dryopteris furadensis
- Dryopteris fuscipes
- Dryopteris fuscoatra
- Dryopteris futura
- Dryopteris gemmifera
- Dryopteris ghatakii
- Dryopteris glabra
- Dryopteris glandulosopaleata
- Dryopteris goeringiana
- Dryopteris gomerica
- Dryopteris gonggaensis
- Dryopteris gorgonea
- Dryopteris gotenbaensis
- Dryopteris graeca
- Dryopteris grandifrons
- Dryopteris guanchica
- Dryopteris guangxiensis
- Dryopteris gymnophylla
- Dryopteris gymnosora
- Dryopteris göldiana
- Dryopteris habaensis
- Dryopteris hadanoi
- Dryopteris haganecola
- Dryopteris hakonecola
- Dryopteris handeliana
- Dryopteris hangchowensis
- Dryopteris hasseltii
- Dryopteris hawaiiensis
- Dryopteris hendersonii
- Dryopteris herbacea
- Dryopteris heterolaena
- Dryopteris himachalensis
- Dryopteris hirtipes
- Dryopteris hisatsuana
- Dryopteris hondoensis
- Dryopteris hookeriana
- Dryopteris huangshanensis
- Dryopteris huberi
- Dryopteris immixta
- Dryopteris inaequalis
- Dryopteris indonesiana
- Dryopteris indusiata
- Dryopteris initialis
- Dryopteris insularis
- Dryopteris integriloba
- Dryopteris intermedia
- Dryopteris inuyamensis
- Dryopteris iranica
- Dryopteris jiucaipingensis
- Dryopteris juxtaposita
- Dryopteris karwinskyana
- Dryopteris katangaensis
- Dryopteris kawakamii
- Dryopteris khullarii
- Dryopteris kilemensis
- Dryopteris kinkiensis
- Dryopteris kinokuniensis
- Dryopteris knoblochii
- Dryopteris koidzumiana
- Dryopteris komarovii
- Dryopteris kominatoensis
- Dryopteris kungiana
- Dryopteris kwanzanensis
- Dryopteris labordei
- Dryopteris lacera
- Dryopteris lacunosa
- Dryopteris laschii
- Dryopteris latibasis
- Dryopteris lawalreei
- Dryopteris leedsii
- Dryopteris leiboensis
- Dryopteris lepidopoda
- Dryopteris lepidorachis
- Dryopteris lepinei
- Dryopteris leucorhachis
- Dryopteris lewalleana
- Dryopteris liangkwangensis
- Dryopteris liboensis
- Dryopteris liddarensis
- Dryopteris litardierei
- Dryopteris loyalii
- Dryopteris ludens
- Dryopteris ludoviciana
- Dryopteris lunanensis
- Dryopteris macdonellii
- Dryopteris macrochlamys
- Dryopteris macrolepidota
- Dryopteris macropholis
- Dryopteris madalenae
- Dryopteris mangindranensis
- Dryopteris manipurensis
- Dryopteris manniana
- Dryopteris mantoniae
- Dryopteris marginalis
- Dryopteris marginata
- Dryopteris martinsiae
- Dryopteris mauiensis
- Dryopteris maxima
- Dryopteris maximowicziana
- Dryopteris maximowiczii
- Dryopteris maxonii
- Dryopteris mayebarae
- Dryopteris medogensis
- Dryopteris meghalaica
- Dryopteris melanocarpa
- Dryopteris mickelii
- Dryopteris microlepis
- Dryopteris mindshelkensis
- Dryopteris mituii
- Dryopteris miyazakiensis
- Dryopteris montgomeryi
- Dryopteris monticola
- Dryopteris montigena
- Dryopteris muenchii
- Dryopteris namegatae
- Dryopteris napoleonis
- Dryopteris neowherryi
- Dryopteris nidus
- Dryopteris nigropaleacea
- Dryopteris nobilis
- Dryopteris nodosa
- Dryopteris nubigena
- Dryopteris nushanensis
- Dryopteris nyingchiensis
- Dryopteris obtusiloba
- Dryopteris occidentalis
- Dryopteris odontoloma
- Dryopteris okinawensis
- Dryopteris oligodonta
- Dryopteris oligophylloides
- Dryopteris oreades
- Dryopteris orexpansa
- Dryopteris otomasui
- Dryopteris pacifica
- Dryopteris paleolata
- Dryopteris pallida
- Dryopteris panda
- Dryopteris papuae-novae-guineae
- Dryopteris papuana
- Dryopteris paralunanensis
- Dryopteris parrisiae
- Dryopteris patula
- Dryopteris paucisora
- Dryopteris pauliae
- Dryopteris peninsulae
- Dryopteris pentheri
- Dryopteris peranema
- Dryopteris permagna
- Dryopteris picoensis
- Dryopteris pittsfordensis
- Dryopteris podophylla
- Dryopteris poilanei
- Dryopteris polita
- Dryopteris polylepis
- Dryopteris pontica
- Dryopteris porosa
- Dryopteris pseudoabbreviata
- Dryopteris pseudocaenopteris
- Dryopteris pseudocommixta
- Dryopteris pseudofilix-mas
- Dryopteris pseudohangchowensis
- Dryopteris pseudolunanensis
- Dryopteris pseudoparasitica
- Dryopteris pseudosparsa
- Dryopteris pseudovaria
- Dryopteris pteridiiformis
- Dryopteris pulcherrima
- Dryopteris pulvinulifera
- Dryopteris purpurascens
- Dryopteris pycnopteroides
- Dryopteris raiateensis
- Dryopteris ramosa
- Dryopteris rarissima
- Dryopteris raynalii
- Dryopteris redactopinnata
- Dryopteris reflexosquamata
- Dryopteris remota
- Dryopteris remotipinnula
- Dryopteris remotissima
- Dryopteris rheophila
- Dryopteris rhomboideo-ovata
- Dryopteris rodolfii
- Dryopteris rossii
- Dryopteris rosthornii
- Dryopteris rubiginosa
- Dryopteris rubrobrunnea
- Dryopteris ruwenzoriensis
- Dryopteris ryo-itoana
- Dryopteris sabaei
- Dryopteris sacrosancta
- Dryopteris saffordii
- Dryopteris sandwicensis
- Dryopteris sardoa
- Dryopteris sarvelii
- Dryopteris satsumana
- Dryopteris saxifraga
- Dryopteris saxifragi-varia
- Dryopteris scabrosa
- Dryopteris schimperiana
- Dryopteris schnellii
- Dryopteris scottii
- Dryopteris separabilis
- Dryopteris sericea
- Dryopteris serratodentata
- Dryopteris setosa
- Dryopteris shibipedis
- Dryopteris shibisanensis
- Dryopteris shikokiana
- Dryopteris shiroumensis
- Dryopteris shorapanensis
- Dryopteris sichotensis
- Dryopteris sieboldii
- Dryopteris sikkimensis
- Dryopteris simasakii
- Dryopteris sjoegrenii
- Dryopteris sledgei
- Dryopteris slossoniae
- Dryopteris sordidipes
- Dryopteris sparsa
- Dryopteris sphaeropteroides
- Dryopteris splendens
- Dryopteris squamifera
- Dryopteris squamiseta
- Dryopteris stanley-walkeri
- Dryopteris stenolepis
- Dryopteris stewartii
- Dryopteris subarborea
- Dryopteris subatrata
- Dryopteris subaustriaca
- Dryopteris subbipinnata
- Dryopteris subconformis
- Dryopteris subconjuncta
- Dryopteris subcrenulata
- Dryopteris subexaltata
- Dryopteris subimpressa
- Dryopteris sublacera
- Dryopteris submarginata
- Dryopteris submariformis
- Dryopteris subpycnopteroides
- Dryopteris subreflexipinna
- Dryopteris subtriangularis
- Dryopteris sugino-takaoi
- Dryopteris sweetorum
- Dryopteris tahmingensis
- Dryopteris takachihoensis
- Dryopteris takeuchiana
- Dryopteris tamiensis
- Dryopteris tauschii
- Dryopteris tavelii
- Dryopteris telesii
- Dryopteris tenuicula
- Dryopteris tenuipes
- Dryopteris tetrapinnata
- Dryopteris tetsu-yamanakae
- Dryopteris thibetica
- Dryopteris tingiensis
- Dryopteris tokudai
- Dryopteris tokyoensis
- Dryopteris tonompokensis
- Dryopteris toyamae
- Dryopteris transmorrisonense
- Dryopteris tricellularis
- Dryopteris triploidea
- Dryopteris tsoongii
- Dryopteris tsugiwoi
- Dryopteris tsutsuiana
- Dryopteris tyrrhena
- Dryopteris uliginosa
- Dryopteris undulata
- Dryopteris unidentata
- Dryopteris uniformis
- Dryopteris wallichiana
- Dryopteris wantsingshanica
- Dryopteris wardii
- Dryopteris varia
- Dryopteris watanabei
- Dryopteris wattsii
- Dryopteris wechteriana
- Dryopteris vescoi
- Dryopteris vidae
- Dryopteris vidyae
- Dryopteris villarii
- Dryopteris wilsonii
- Dryopteris woodsiisora
- Dryopteris woynarii
- Dryopteris wusugongii
- Dryopteris wuyishanica
- Dryopteris wuzhaohongii
- Dryopteris xanthomelas
- Dryopteris xunwuensis
- Dryopteris yamashitae
- Dryopteris yigongensis
- Dryopteris yongdeensis
- Dryopteris yoroii
- Dryopteris yungtzeensis
- Dryopteris yuyamae
- Dryopteris zhuweimingii
- Dryopteris zygoparentalis